# Ярмак (монета)
Ярмак (англ. Yarmaq) — срібна монета, що карбувалася в Улусі Джучі в XIII—XIV сторіччях. Ярмак розмінювався на 48 пулів.

## Етимологія
Зазвичай назву монети перекладають як «розмінна», «розрубана». 
За однією з версій в Хозарському каганаті так називали половинки срібних арабських дирхемів, які використовувакли як дріб'язок. 
За іншою — ярмак так називали, бо він дорівнював половині міскаля срібла.

## Історія
Відомі ярмаки доби ханів Менгу-Тімура, Туда-Менгу, Тула-Буги і Тохти, за правління якого був запроваджений данг.
Достеменно відомо про карбування цієї монетив Криму, але більшість дослідників припускає, що це могли робити й монетні двори в інших місцях Улусу Джучі.